# Successiv approximation

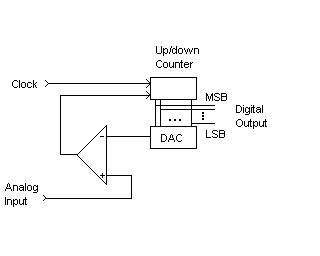
Successiv approximation

Successiv approximation är en metod för att omvandla analoga signaler till digitala och alltså ett exempel på en A/D-omvandlare. I stora drag går metoden ut på att en räknare genererar en digital signal. Denna signal går sedan genom en D/A-omvandlare och jämförs i en komparator med den analoga signalen som ska konverteras till digital. Resultatet skickas tillbaka till räknaren som modifierar den digitala signalen beroende på resultatet. Denna typ av A/D-omvandling är vanlig i processorer.

## Uppbyggnad och funktion

Animation av en 4-bit A/D-omvandlare med Successive Approximation.

Kretsen är uppbyggd av en operationsförstärkare som är kopplad som en komparator och en UPP/NER-räknare används för att generera den digitala signalen. En sorts D/A-omvandlare sitter i kretsen och ger en, utifrån räknarvärdet, preliminär analog signal till komparatorn. Signalen från D/A-omvandlaren jämförs sedan med signalen man vill konvertera. Kompartorn reagerar sedan bit för bit och styr då om räknaren ska räkna upp eller ner. När alla bitar gåtts igenom har en analog signal omvandlats till en digital.